# Ангревани
Ангревани (груз. ანგრევანი, азерб. Əngirəvan) — село в подчинении сельской административно-территориальной единицы Амамло, Дманисского муниципалитета, края Квемо-Картли республики Грузия с 98%-ным азербайджанским населением. Находится в юго-восточной части Грузии, на территории исторической области Борчалы.

## История
Название села упоминается в исторических документах 1870 года, во время переписи населения региона. В документах XVI века встречается под названием «Ангреван-Семекюре» (азерб. «Əngirəvan-Səməkürə»).

## География
Село расположено на правом берегу реки Машавера, в 13 км к юго-востоку от районного центра Дманиси, на высоте 1160 метров от уровня моря.
Граничит с городом Дманиси, селами Сафарло, Мамишло, Амамло, Безакло, Сакире, Гора, Кули, Локджандари, Ткиспири, Гугути, Ваке, Далари, Джавахи, Тнуси, Бослеби, Каклиани, Гантиади, Шиндилиари, Цителсакдари, Патара-Дманиси, Мтисдзири, Земо-Орозмани, Квемо-Орозмани, Диди-Дманиси, Машавера, Вардисубани и Укангори Дманисского Муниципалитета.

## Население
По данным Государственного статистического комитета Грузии, согласно официальной переписи 2002 года, численность населения села Ангревани составляет 162 человека и на 98 % состоит из азербайджанцев.

## Экономика
Население в основном занимается овцеводством, скотоводством и овощеводством.

## Известные уроженцы
- Айдамиров Гасан Айдамирович — участник ВОВ.[9]

Абдуев Ризван Тофик-оглы-футболист, Шафа Fk (2001—2007) первая лига, завершил после травмы
- Чопуров Тамаз Алмазович - полковник внутренних войск Азербайджана, командир части, офицер в отставке